# Малые Горки (Ленинградская область)
Малые Горки (фин. Pieni-Kurku) — деревня в Ропшинском сельском поселении Ломоносовского района Ленинградской области.

## История
Впервые упоминается в Писцовой книге Водской пятины 1500 года как деревня Горка в Кипенском погосте Копорского уезда.
Затем как пустошь Gorka Mensaia Ödhe в Кипенском погосте в шведских «Писцовых книгах Ижорской земли» 1618—1623 годов.
На карте Ингерманландии А. И. Бергенгейма, составленной по шведским материалам 1676 года, она обозначена как деревня Gorka.
На шведской «Генеральной карте провинции Ингерманландии» 1704 года — как деревня Gorka bÿ при мызе Gorka hof.
Деревня Горка нанесена на «Географическом чертеже Ижорской земли» Адриана Шонбека 1705 года.
На карте Санкт-Петербургской губернии Я. Ф. Шмидта 1770 года она обозначена как Старая Горка.
В 1798 году в деревне Малые Горки была построена каменная лютеранская церковь, ставшая новым центром прихода Ропсу Евангелическо-лютеранской Церкви Ингрии. Строительство велось на пожертвования графа И. Л. Лазарева. Храм рассчитанный на 550 мест освятили во имя святых апостолов Петра и Павла.
На «Топографической карте окрестностей Санкт-Петербурга» Военно-топографического депо Главного штаба 1817 года упомянута отдельно от Большой деревня Малая Горка, состоящая из 18 крестьянских дворов.
В 1827 году кирха была отремонтирована на средства императрицы Александры Фёдоровны, жены Николая I.
На карте Санкт-Петербургской губернии Ф. Ф. Шуберта 1834 года деревня обозначена как Малые Горки.

ГОРОК МАЛЫХ — деревня принадлежит государыне императрице Александре Фёдоровне, число жителей по ревизии: 38 м. п., 45 ж. п. (1838 год)

В пояснительном тексте к этнографической карте Санкт-Петербургской губернии П. И. Кёппена 1849 года она записана как деревня Klein Korku (Малые Горки) и указано количество её жителей на 1848 год: савакотов — 49 м. п., 49 ж. п..
Согласно карте профессора С. С. Куторги 1852 года деревня называлась Малые Горки.
В 1853—1854 году по указу императора Николая I здание лютеранской церкви в Малых Горках подверглось незначительной перестройке.

ГОРКИ МАЛЫЕ — деревня Красносельской удельной конторы Шунгуровского приказа, вблизи почтового тракта, число дворов — 12, число душ — 43 м. п. (1856 год)

Согласно «Топографической карте частей Санкт-Петербургской и Выборгской губерний» в 1860 году деревня Малые Горки состояла из 24 крестьянских дворов.

ГОРКИ МАЛЫЕ — деревня удельная при реке Стрелке, число дворов — 24, число жителей: 82 м. п., 89 ж. п.; Кирка лютеранская. (1862 год)

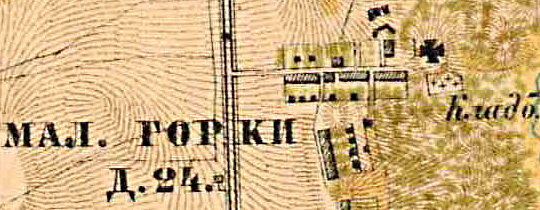
План деревни Малые Горки. 1885 год

В 1885 году деревня Малые Горки насчитывала 24 двора. В деревне была лютеранская церковь.
Сборник Центрального статистического комитета описывал её так:

МАЛЫЕ ГОРКИ — деревня бывшая удельная, дворов — 33, жителей — 160; Школа. (1885 год)

В конце XIX века деревня входила в состав Ропшинской волости 1-го стана Петергофского уезда Санкт-Петербургской губернии, в начале XX века — 2-го стана. По приходским данным население деревни было исключительно финским.
В 1904 году храм был повторно отремонтирован.
По данным «Памятной книжки Санкт-Петербургской губернии» за 1905 год деревня называлась Малая Горка.
Согласно карте 1913 года в деревне Малые Горки находился фазанник.
С 1917 по 1922 год деревня Малые Горки входила в состав Горского сельсовета Кипено-Ропшинской волости Петергофского уезда.
С 1922 года в составе Кипенского сельсовета.
С 1923 года в составе Ропшинской волости Троцкого уезда.
Согласно данным переписи населения СССР 1926 года в деревне Малые Горки проживали 293 человека — большинство финны, а также русские.
С 1927 года в составе Урицкого района.
В 1928 году население деревни Малые Горки составляло 655 человек.
С 1930 года в составе Ленинградского Пригородного района.

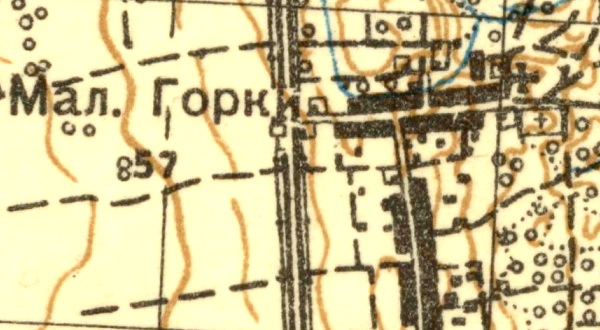
План деревни Малые Горки. 1931 год

Согласно топографической карте 1931 года деревня насчитывала 57 дворов, в деревне находилась церковь.
По данным 1933 года деревня Малые Горки входила в состав Кипенского сельсовета Ленинградского Пригородного района.
С 1936 года в составе Красносельского района.
В 1938 году кирха была закрыта. В дальнейшем её здание использовалось под колхозный гараж.
Деревня была освобождена от немецко-фашистских оккупантов 19 января 1944 года.
С 1950 года в составе Ропшинского сельсовета.
С 1955 года в составе Ломоносовского района.
С 1963 года в составе Гатчинского района.
С 1965 года вновь в составе Ломоносовского района. В 1965 году население деревни Малые Горки составляло 421 человек.
По данным 1966, 1973 и 1990 годов деревня Малые Горки также входила в состав Ропшинского сельсовета.
В 1997 году в деревне Малые Горки Ропшинской волости проживали 65 человек, в 2002 году — 60 человек (русские — 78 %).
В 2007 году в деревне Малые Горки Ропшинского СП — 58 человек.
В настоящее время здание церкви руинировано, сохранилось только остатки стен.

## География
Деревня расположена в восточной части района на автодороге 41К-011 (Стрельна — Гатчина) («Ропшинское шоссе»), к югу от административного центра поселения посёлка Ропша.
Расстояние до административного центра поселения — 3 км.
Расстояние до ближайшей железнодорожной станции Красное Село — 23 км.
Деревня находится на левом берегу реки Стрелка.

## Демография
| 1862 | 2002 | 2007 | 2010 | 2017 |
| ---- | ---- | ---- | ---- | ---- |
| 171  | ↘60  | ↘58  | ↗108 | ↗132 |

## Известные уроженцы
- Николай Андреевич Куйванен (1911—1980) ― тубист и музыкальный педагог, солист ЗКР АСО Ленинградской филармонии
- Ольга Ивановна Эванен (1910 — после 1965) — свинарка, Герой Социалистического Труда (1960)

## Фото
Кирха святых апостолов Петра и Павла — лютеранская церковь в деревне Малые Горки, бывший центр прихода Ропсу (фин. Ropsu) Евангелическо-лютеранской церкви Ингрии. Кирха была построена в 1798 году на пожертвования графа Лазарева Ивана Лазаревича. В годы войны серьезно пострадала. В настоящий момент сохранились только остатки стен.

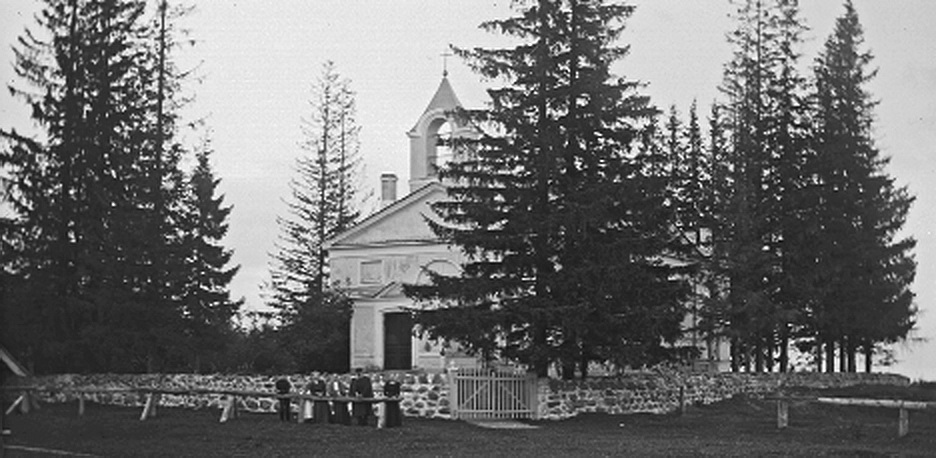
Лютеранская церковь в Малых Горках. 1911 год

## Улицы
Георгиевская, переулок Гончарова, Гончарова, Ивановская, Казачья, Карьерная, Каштановая, Кедровый переулок, Малогорская, Парковая, Раздольная, Самоцветная, Сиреневая, Хорошая, Шоссейная.